# 城砦 (1938年の映画)
『城砦』（じょうさい、原題：The Citadel）は、1938年に製作・公開されたイギリス・アメリカ映画。

## 概要
A・J・クローニンの同名小説の映画化であり、キング・ヴィダーが監督、ロバート・ドーナットとロザリンド・ラッセルが主演した。
イングランドのデナム撮影所で撮影されている。

## キャスト
- アンドリュー・マンソン：ロバート・ドーナット
- クリスティン（アンドリューの妻）：ロザリンド・ラッセル
- フィリップ・デニー：ラルフ・リチャードソン
- フレデリック・ローフォード：レックス・ハリソン
- オーエン：エムリン・ウィリアムズ

## スタッフ
- 監督：キング・ヴィダー
- 製作：ヴィクター・サヴィル
- 脚本：イアン・ダルリンプル、フランク・ウィード、エリザベス・ヒル
- 音楽：ルイス・レヴィ
- 撮影：ハリー・ストラドリング
- 編集：チャールズ・フレンド
- 美術：アルフレート・ユンゲ、ラザール・メールソン

## 映画賞受賞・ノミネーション
- 受賞
  - ナショナル・ボード・オブ・レビュー賞作品賞
  - ニューヨーク映画批評家協会賞作品賞
- ノミネーション
  - アカデミー作品賞
  - アカデミー監督賞：キング・ヴィダー
  - アカデミー主演男優賞：ロバート・ドーナット
  - アカデミー脚色賞：イアン・ダルリンプル、フランク・ウィード、エリザベス・ヒル